# Slaterocoris robustus
Slaterocoris robustus är en insektsart som först beskrevs av Philip Reese Uhler 1895.  Slaterocoris robustus ingår i släktet Slaterocoris och familjen ängsskinnbaggar. Inga underarter finns listade i Catalogue of Life.